# ۱۸۷۴
۱۸۷۴ (میلادی) هزار و هشتصد و هفتاد و چهارمین سال تقویم میلادی است.

## رویدادها
- بنیان‌گذاری شهر سالت لیک سیتی در ایالت یوتا، آمریکا به دست مورمون‌ها
- بنیان‌گذاری باشگاه فوتبال استون ویلا

## زادگان
- 14 ژوئیه - عباس حلمی پاشا : خدیو مصر .
- ۴ ژانویه – یوزف سوک، آهنگساز اهل جمهوری چک (د. ۱۹۳۵)
- ۲۰ ژانویه – استیو بلومر، بازیکن بیسبال و بازیکن فوتبال بریتانیایی (د. ۱۹۳۸)
- ۲۸ ژانویه – وسولد مایرهولد، بازیگر روسی (د. ۱۹۴۰)
- ۳ فوریه – گرترود استاین، مجموعه‌دار و نویسنده آمریکایی (د. ۱۹۴۶)
- ۹ فوریه – ایمی لاول، شاعر آمریکایی (د. ۱۹۲۵)
- ۲۳ فوریه – کونستانتین پاتس، ژورنالیست و سیاست‌مدار اهل استونی (د. ۱۹۵۶)
- ۲۶ مارس – رابرت فراست، شاعر آمریکایی (د. ۱۹۶۳)
- ۱۵ آوریل – یوهانس اشتارک، فیزیک‌دان آلمانی (د. ۱۹۵۷)
- ۲۵ آوریل – گولیلمو مارکونی، مخترع، فیزیک‌دان، و مهندس ایتالیایی (د. ۱۹۳۷)
- ۱۶ ژوئن – آرتور میین، سیاست‌مدار، وکیل، و دیپلمات کانادایی (د. ۱۹۶۰)
- ۳ ژوئیه – آر. بی. بنت، سیاست‌مدار، وکیل، و دیپلمات کانادایی (د. ۱۹۴۷)
- ۱۰ اوت – هربرت هوور، سیاست‌مدار و مهندس آمریکایی (د. ۱۹۶۴)
- ۲۷ اوت – کارل بوش، شیمی‌دان و مهندس آلمانی (د. ۱۹۴۰)
- ۲۱ سپتامبر – گوستاو هولست، آهنگساز بریتانیایی (د. ۱۹۳۴)
- ۳ اکتبر – چارلز میدلتون (هنرپیشه)، بازیگر آمریکایی (د. ۱۹۴۹)
- ۲۶ اکتبر – مارتین لوری، شیمی‌دان بریتانیایی (د. ۱۹۳۶)
- ۲۹ نوامبر – آنتونیو مونیس، سیاست‌مدار پرتغالی (د. ۱۹۵۵)
- ۱۷ دسامبر – ویلیام لیون مکنزی کینگ، سیاست‌مدار، اقتصاددان، وکیل، و دیپلمات کانادایی (د. ۱۹۵۰)

## درگذشتگان
- ۸ مارس – میلارد فیلمور، سیاست‌مدار آمریکایی (ز. ۱۸۰۰)
- ۲۰ ژوئن – جان روگلز، سیاست‌مدار آمریکایی (ز. ۱۷۸۹)
- ۲۱ ژوئن – آندرش یوناس انگستروم، فیزیک‌دان و ستاره‌شناس سوئدی (ز. ۱۸۱۴)
- ۱۳ آوریل – اتو شیمپی، سیاست‌مدار ژاپنی (ز. ۱۸۳۴)